# Stadler SMILE
Stadler SMILE – niskopodłogowy elektryczny zespół trakcyjny dużych prędkości produkowany od 2016 przez szwajcarskie przedsiębiorstwo Stadler Rail. W 2014 pierwsze zamówienie na 29 sztuk tego pojazdu złożyły koleje SBB. 21 września 2016 podczas targów InnoTrans miała miejsce premiera pociągu, a na przełomie kwietnia i maja 2017 prowadzono testy pierwszego egzemplarza. Rozpoczęcie dostaw jednostek rozpoczęło się w 2017, natomiast w maju 2019 rozpoczęła się ich eksploatacja. 

## Historia

### Geneza
W 2011 przedsiębiorstwo Stadler Rail odczuło kryzys gospodarczy w Europie oraz silną pozycję franka. Produkcja taboru szynowego w Szwajcarii stała się droższa o 20% w porównaniu z pojazdami wytwarzanymi w państwach strefy euro, a ponadto zmalała liczba ogłaszanych przetargów na tabor szynowy. W zaistniałej sytuacji producent postanowił zmienić swoją strategię i wejść na nowe rynki. Zadecydowano o rozpoczęciu działań w sektorach kolei podziemnej oraz dalekobieżnej kolei dużych prędkości.
16 kwietnia 2012 koleje SBB ogłosiły w ramach projektu BeNe (skrót pochodzący od niem. Beschaffung Neue internationale Züge, pol. Zamówienie na nowe pociągi międzynarodowe) przetarg na dostawę 29 zespołów trakcyjnych do obsługi połączenia z Zurychu do Lugano wiodącego przez tunel Gotarda. Początkowo od oferentów wymagano propozycji jednostek wyposażonych w system wychyłu nadwozia i mogących osiągnąć prędkość 300 km/h, ale ostatecznie zrezygnowano z zapisu o wychyle, a prędkość maksymalną zmniejszono do 249 km/h. Ponadto jednostki o długości około 400 m powinny były być dopuszczone do ruchu w Szwajcarii, Niemczech, Austrii i Włoszech. Pierwotnie zakładano, że w 10 pociągach znajdzie się wagon restauracyjny, a w pozostałych 19 zostanie on zastąpiony wagonem pasażerskim 2. klasy. Do pierwszej rundy przetargu zgłosiły się: Alstom, Talgo, Siemens oraz Stadler. Ze względu na błędy w postępowaniu oraz fakt, że żadna z ofert nie spełniała wszystkich wymogów, przeprowadzono drugą rundę konkursu, w której od udziału odstąpił Siemens. 9 maja 2014 poinformowano, że zwycięzcą przetargu został Stadler i zakupiony zostanie zaproponowany przez tego producenta pojazd EC250 będący pierwszym niskopodłogowym pociągiem dużych prędkości tego producenta. Wówczas pozostałe dwa przedsiębiorstwa biorące udział w przetargu złożyły odwołania od tej decyzji do sądu. W październiku 2014 zostały one oddalone i 30 października SBB podpisało ze Stadlerem umowę wartą 970 mln franków. Przewoźnik, który nazwał zamówione pociągi Giruno (retorom. Myszołów), ma możliwość skorzystania z dwóch opcji i zamówienia łącznie 92 dodatkowych jednostek tego typu. Wszystkie te pojazdy, jeśli SBB skorzysta z tej możliwości i zamówi pierwszych 12 opcjonalnych zespołów do grudnia 2018, będą musiały być kupowane do grudnia 2038 we wcześniej określonych partiach.

### Realizacja zamówienia

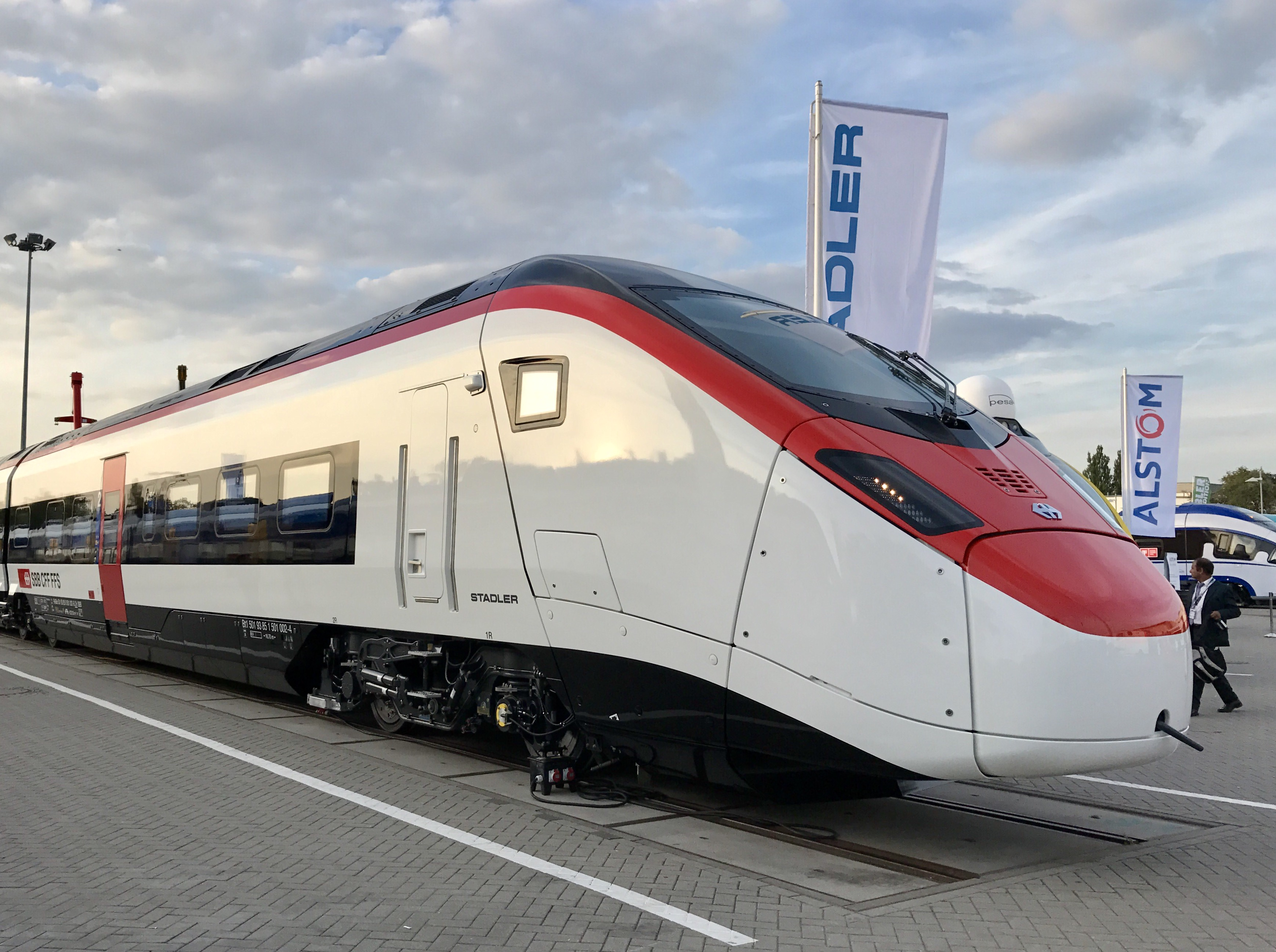
Prezentacja EC250 na targach InnoTrans 2016

Pierwotnie harmonogram zakładał rozpoczęcie produkcji składów na początku 2016, przeprowadzenie testów pierwszego gotowego pojazdu w grudniu 2016, a następnie dostawy wszystkich 29 zamówionych jednostek od 2017.
Pod koniec czerwca 2015 prędkość maksymalna budowanych składów, która pierwotnie została określona na 249 km/h w celu uniknięcia bardziej zaawansowanej certyfikacji TSI, została podniesiona do 250 km/h, gdyż wymagało tego m.in. dopuszczenie pojazdów do ruchu we Włoszech. Wtedy zdecydowano również, że wszystkie 29 jednostek zostanie wyposażonych w wagon restauracyjny oraz że nadane zostaną im imiona. Pierwsze 26 pojazdów miało zostać nazwanych od 26 kantonów Szwajcarii, a pozostałe 3 miały nosić nazwy pochodzące od tuneli w Alpach. Ponadto dla pociągów przewidziano oznaczenie serii RABe 501.
W okresie od lutego do początku lipca 2015 Stadler razem z SBB wykonał drewnianą makietę wnętrza składu w skali 1:1 o nazwie Maquette. Składały się na nią: kabina maszynisty, przedział 1. i 2. klasy, wagon restauracyjny oraz miejsce dla osób poruszających się na wózkach. Model, przy którym pracowało ponad 200 osób, został wykonany w celu zebrania opinii o planowanym układzie wnętrza pociągu i wdrożenia ich przed rozpoczęciem właściwej produkcji, które miało mieć miejsce w 2016. Wpłynęło łącznie około 270 propozycji optymalizacji koncepcji, a pod koniec sierpnia projektanci zakończyli pierwszy etap jej tworzenia i uwzględnili jego wyniki w dokumentacji technicznej.
Na początku lutego 2016 Stadler poinformował, że w jego zakładzie w Bussnang rozpoczęto produkcję składów. Wówczas zapowiedziano również, że pojazd EC250 zostanie zaprezentowany na targach InnoTrans 2016 w Berlinie. W połowie tamtego roku, gdy dobiegała końca produkcja pierwszych wagonów zespołu, doprecyzowano, że na berlińskich targach wystawionych zostanie 5 członów pierwszego pojazdu. Ponadto zakładano wtedy, że pierwszy skład zostanie ukończony w styczniu 2017, dwa miesiące później rozpoczną się jego testy dynamiczne, a w II połowie 2017 przeprowadzone zostaną testy w komorze klimatycznej Rail Tec Arsenal w Wiedniu. 21 września podczas InnoTrans miała miejsce oficjalna premiera pociągu, który zgodnie z planami był na tej imprezie eksponowany w wersji 5-członowej. Po targach pojazd wrócił do fabryki w Bussnang, gdzie ostatecznie został ukończony 15 lutego 2017. Następnego dnia jednostka została przetransportowana w częściach do centrum uruchomieniowego Stadlera w Erlen – nadwozia na specjalnych platformach kolejowych, zaś wózki wyprodukowane w Winterthur przewieziono drogami. Na jednym z siedmiu torów 200-metrowej hali centrum IBS ustawiono wózki i za pomocą suwnic opuszczono na nie nadwozia, po czym całość została finalnie zmontowana. Operacja ta teoretycznie mogła zostać wykonana w zakładzie w Bussnang, ale zajęłaby za dużo miejsca i innych zasobów, dlatego zdecydowano się na przeniesienie jej do IBS.
Po ukończeniu pierwszego egzemplarza producent określił, że testy pojazdu potrwają 18 miesięcy. Z 29 zamówionych jednostek do certyfikacji miało zostać wykorzystanych 6 – 4 w Niemczech, Austrii i Włoszech oraz 2 w Szwajcarii. Ponadto na lipiec 2017 zaplanowano badania jednego składu w czeskim centrum testowym VUZ Velim. W okresie od 28 kwietnia do połowy maja 2017 pierwszy egzemplarz był testowany na odcinkach z Erlen do Romanshorn i Sulgen, zaś 18 maja oficjalnie opuścił on fabrykę, został zaprezentowany na stacji w Bussnang i odbył jazdę promocyjną do Weinfelden i Wil. 2 lipca miał miejsce pierwszy testowy przejazd składu przez tunel Gotarda, który odbył się z prędkością 100 km/h. Pod koniec lipca natomiast, zgodnie z zapowiedziami, pojazd został skierowany na kilkutygodniowe testy dynamiczne na torze doświadczalnym w Velimiu.
17 sierpnia 2017 producent rozstrzygnął konkurs na nazwę handlową pojazdu, który został zorganizowany 20 maja podczas dnia otwartego z okazji 75-lecia przedsiębiorstwa. Spośród 4000 zgłoszeń została wybrana propozycja SMILE, która jest akronimem od niemieckiego Schneller Mehrsystemfähiger Innovativer Leichter Expresszug (pol. szybki, wielosystemowy, innowacyjny i lekki pociąg ekspresowy).
Na przełomie marca i kwietnia 2018 miały miejsce kolejne testy pierwszego egzemplarza, podczas których pojazd przejechał przez tunel Gotarda z prędkością 275 km/h. 4 kwietnia 2019 SMILE uzyskał zezwolenie szwajcarskiego Federalnego Urzędu Transportu na eksploatację na szwajcarskiej sieci kolejowej w trakcji pojedynczej z prędkością do 200 km/h. 8 maja 2019 roku pierwsze trzy składy rozpoczęły rozkładowe jazdy z pasażerami

## Konstrukcja

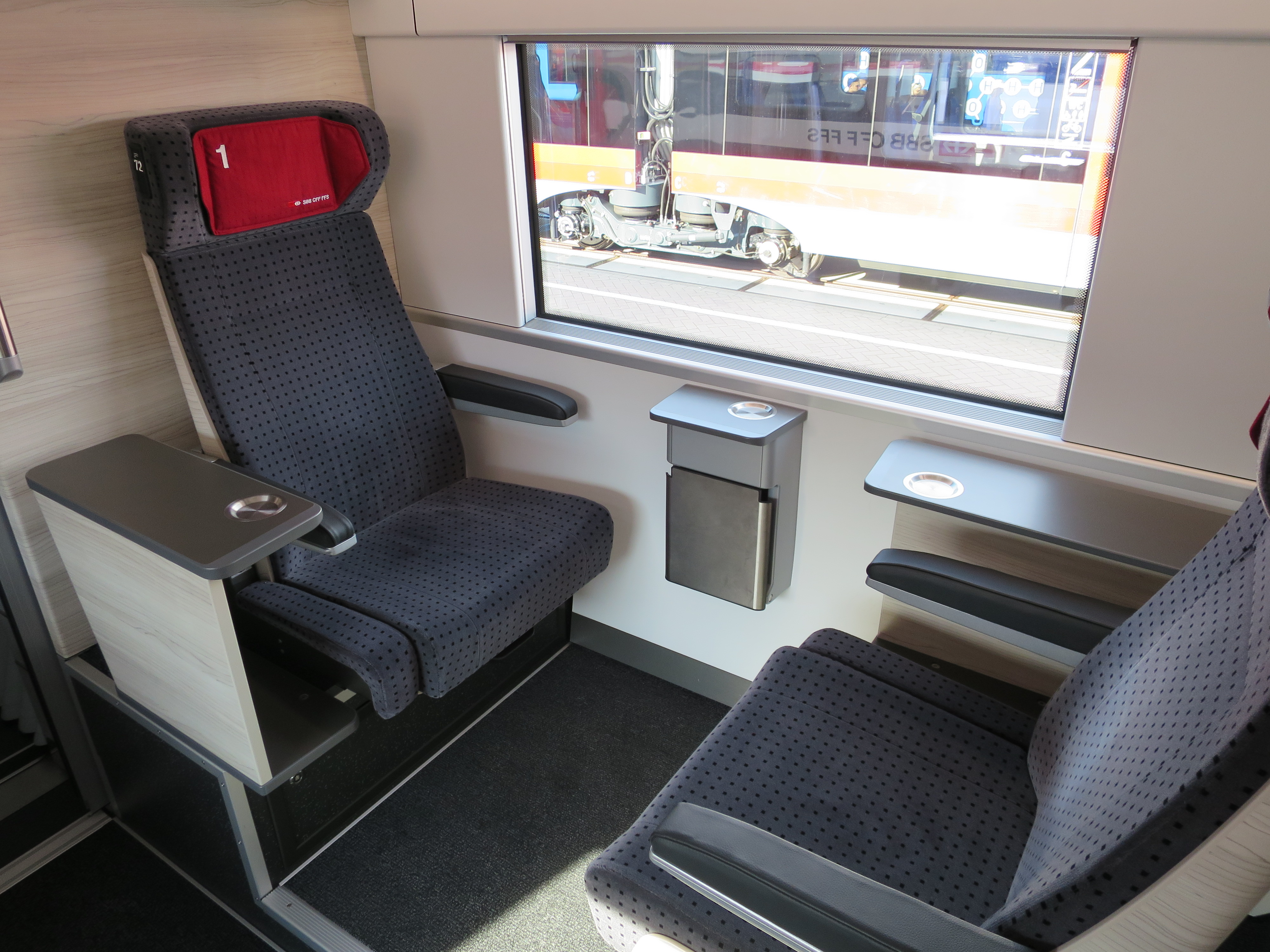
Fotele 1. klasy

Zespół EC250 jest rozwinięciem składu z rodziny FLIRT przystosowanym do dużych prędkości. Pojazd ma 202 m długości i składa się z 11 członów. Sąsiednie człony opierają się na wspólnych wózkach Jakobsa, z których drugi, trzeci, ósmy i dziewiąty są wózkami napędnymi, natomiast pozostałe są toczne. Baza wózka napędnego to 2750 mm, a tocznego 2700 mm. Średnica kół wynosi 920 mm. Jednostka osiąga moc 6000 kW i prędkość maksymalną 250 km/h. Jest przystosowana do jazdy w trakcji podwójnej oraz do zasilania napięciem 3 kV DC, a także 15 i 25 kV AC. Przełączanie między systemami odbywa się automatycznie w trakcie jazdy. Skład jest wyposażony w następujące systemy samoczynnego hamowania pociągu: europejski ETCS, niemieckie PZB i LZB, włoski SCMT i szwajcarski Integra/ZUB. Współgrają one ze sobą i przejmują automatycznie swoją funkcję w danym kraju.
Wnętrze pojazdu wyposażono w 403 miejsca siedzące, z czego 286 znajduje się w 2. klasie, a pozostałe 117 w 1. klasie. Ponadto w każdej z klas znajdują się po 2 miejsca dla osób poruszających się na wózkach inwalidzkich, natomiast w wagonie restauracyjnym jest 17 miejsc. Wnętrze jest klimatyzowane i wyposażone w toaletę przystosowaną do potrzeb osób niepełnosprawnych. Drzwi wejściowe mają szerokość 900 mm i są wyposażone w wysuwany stopień umożliwiający wsiadanie z niskich peronów osobom na wózkach inwalidzkich, z wózkami spacerowymi, z dużym bagażem i osobom starszym. Ze względu na planowaną eksploatację w kilku państwach, w pojeździe zastosowano wejścia na wysokości 550 i 760 mm ponad główką szyny. Niska podłoga znajduje się na wysokości 940 mm, a wysoka na poziomie 1200 mm.

## Eksploatacja
| Państwo                                | Przewoźnik | Liczba sztuk | Oznaczenie | Eksploatacja |              |
| -------------------------------------- | ---------- | ------------ | ---------- | ------------ | ------------ |
| Szwajcaria · Niemcy · Austria · Włochy | SBB        | 7 z 29       | RABe 501   | od 2019      | [ 1 ] [ 29 ] |

Początkowo składy EC250 zakupione przez SBB miały rozpocząć obsługę połączenia Zurych – Mediolan w 2017, a w późniejszym okresie również relacji Frankfurt – Mediolan przez najdłuższy tunel kolejowy na świecie. Następnie termin rozpoczęcia eksploatacji pociągów został przesunięty na koniec 2019. Ostatecznie pierwsze trzy jednostki kursy z pasażerami rozpoczęły 8 maja 2019 roku. Jednocześnie poinformowano, że wkrótce dołączą do nich kolejne cztery składy.